# Janelly Farías
Janelly Farías Rodríguez (12 de febrero de 1990) es una futbolista mexicana nacida en Estados Unidos. Ha sido miembro de la selección mexicana.
Juega actualmente para las Bravas de Juárez.

## Clubes
El 28 de junio de 2019, Farías anunció su adhesión a la Liga MX Femenil con el Club Deportivo Guadalajara y un año después pasó al acérrimo rival el Club América.
Jugo también para el Pachuca Femenil y actualmente juega para el Fútbol Club Juárez femenil.

## Carrera internacional
Farías representó a México en la  Copa Mundial Femenina de Fútbol Sub-20 de 2006. Hizo su debut al equipo mayor el 1.º de abril de 2007.

## Vida personal
Farías es abiertamente lesbiana.
Mantiene una relación con la jugadora de Club de Fútbol Monterrey Femenil, Rebeca Bernal la Capi.